# Mozilla Archive Format
Das Mozilla Archive Format (MAF) ist ein Archiv zum Speichern bzw. Archivieren von Webseiten in Firefox mit Hilfe eines Mozilla-Add-ons. Es können eine oder mehrere Webseiten in eine einzelne Datei gespeichert werden, inklusive der eingebetteten Elemente wie Bilder, Formeln und Stylesheets. Anders als MHTML, das mit einer MIME-Kodierung Seiten als eine Datei speichert, komprimiert MAF alle Inhalte in einer ZIP-Datei. Andere Archivformate sind MHTML (Internet Explorer und andere), Webarchive (Safari) und das der Browser Extension SingleFile (diverse Browser).
Die Extension wird in neueren Firefox-Versionen (ab 57) nicht mehr unterstützt, wie viele der anderen traditionellen Extensions auf XUL-Basis. Der Autor kann die Extensions mangels API-Unterstützung nicht mehr anpassen. MAF wird weiterhin in Waterfox angeboten, ein Fork von Firefox, der entfernte Features von Firefox bewahren will, u. a. auch die traditionelle Extension-Schnittstelle. MAF wird allerdings auch von anderen Extensions in Firefox und Chrome unterstützt, z. B. als Speicheroption in WebScrapBook.
MAF ist ein offenes Dateiformat, dessen Spezifikation publiziert wurde und das frei verwendet werden darf. Mit ZIP-Software kann auf die Elemente zugegriffen werden.